# 霍舍姆 (維多利亞州)
霍舍姆（Horsham，/ˈhɔːrʃəm/，[ˈhoːʃəm]）是澳大利亞維多利亞州的一個城市，位於州府墨爾本西北約300（190英里）。據2006年人口普查，霍舍姆有人口14,125人。

## 外部連結
- Horsham Regional Art Gallery Artabase page （页面存档备份，存于）